# Portrait de Simonetta Vespucci
Pour l’article homonyme, voir Portrait de Simonetta Vespucci (Botticelli).
Le Portrait de Simonetta Vespucci est un tableau peint par Piero di Cosimo (1462-1522) et conservé au musée Condé à Chantilly (France).

## Historique

### Commande
Plusieurs noms ont été avancés pour le commanditaire de ce tableau. Il pourrait s'agir d'une commande de la famille Médicis et particulièrement de Giuliano da Sangallo, en l'honneur de Simonetta Vespucci, femme de Marco Vespucci et connue pour avoir été la maîtresse platonique de Julien de Médicis, le jeune frère de Laurent le magnifique. D'autres ont proposé le nom du cousin de ce dernier, Lorenzo di Pierfrancesco de Médicis. Dans une lettre du 12 janvier 1479 entre Piero Vespucci, beau-père de Simonetta, et Lucrezia Tornabuoni, mère de Laurent le Magnifique et de Julien, il est évoqué une image de la jeune fille. Il pourrait donc s'agir, selon Valentina Hristova, d'un cadeau fait, après la conjuration des Pazzi et l'assassinat de Julien, de la part des Vespucci aux Médicis.

### Propriétaires
Le tableau est repéré par Giorgio Vasari en 1568 dans les collections de Francesco da Sangallo, fils de Giuliano, et évoqué dans la Vie de Piero di Cosimo : il parle alors d'« une très belle tête de Cléopâtre, un aspic autour de son cou ». En 1586, les biens des Sangallo sont vendus et la famille Vespucci achète le tableau. On en retrouve la trace lors de son achat par Frédéric Reiset, conservateur au musée du Louvre, en 1841. Celui-ci signale qu'il était encore en possession des descendants des Vespucci 19 mois auparavant. En 1879, Reiset met en vente sa collection de tableaux qui est acquise par le duc d'Aumale avec entre autres Paysage aux deux nymphes de Nicolas Poussin ou l'Autoportrait à vingt-quatre ans d'Ingres. Celui-ci installe le portrait dans la rotonde à l'extrémité de la galerie de peinture. Il se trouve de nos jours à côté de la Madone de Lorette de Raphaël,.

### Attributions et datation
Au moment de son achat par Frédéic Reiset, le tableau est alors attribué à Antonio Pollaiuolo. En 1864, Joseph Archer Crowe (en) et Giovanni Battista Cavalcaselle proposent d'y voir la main de Sandro Botticelli. Le portrait est attribué depuis 1879 à Piero di Cosimo, par l'historien de l'art italien Frizzoni, sans être remis en cause depuis. Le physique de la femme est rapproché du Saint-Jean-Baptiste conservé au Metropolitan Museum de New York ou des anges du retable du musée des Innocents à Florence,. Un dessin du musée du Louvre attribué au même maître représentant un visage de femme vu de profil s'en rapproche également. 

Œuvres du Piero di Cosimo rapprochées du tableau
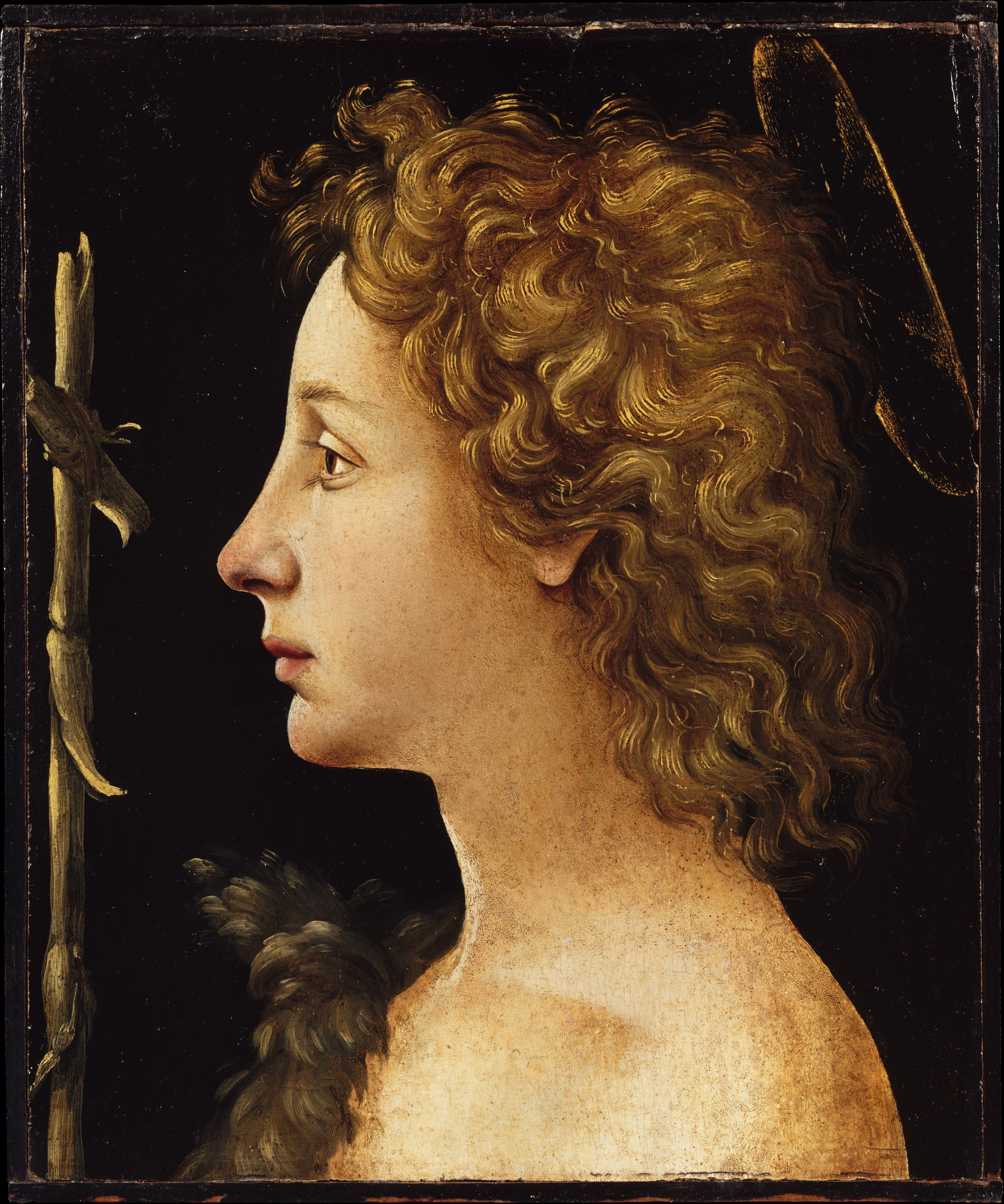
Saint-Jean-Baptiste enfant, Piero di Cosimo, Metropolitan Museum of Art.
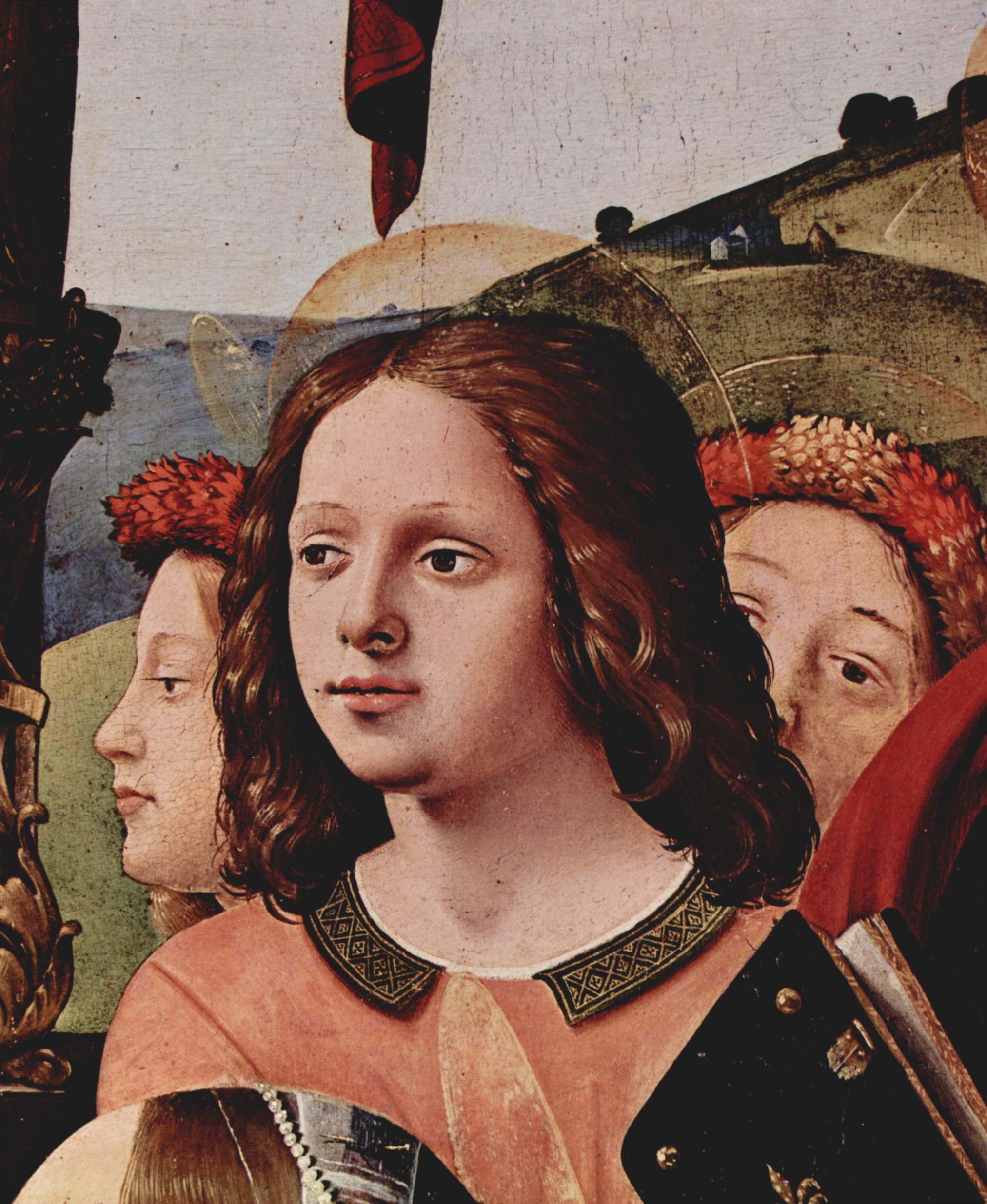
Les Anges de la Conversation sacrée, musée des Innocents à Florence.
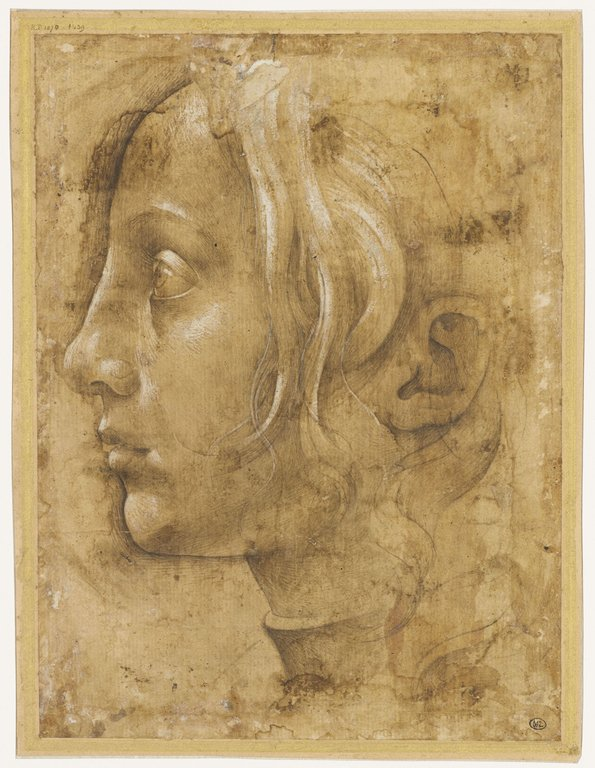
Profil de femme, musée du Louvre.

Il s'agit d'une œuvre de jeunesse de Piero di Cosimo. En comparant l'œuvre avec d'autres portraits exécutés à Florence à la même époque, les historiens de l'art s'accordent pour fixer sa date d'exécution au début des années 1480. La jeune fille étant décédée le 26 avril 1476 de la tuberculose à 23 ans, ce portrait est probablement posthume. Selon Valentina Hristova, il pourrait dater plus précisément d'entre 1477 et 1489.

## Description
Il s'agit du portrait d'une jeune femme, représentée le visage de profil tourné vers la gauche et le buste de trois quarts, enveloppée dans un châle à motifs multicolores. Elle laisse apparaître son épaule gauche et sa poitrine dénudées. Sa chevelure blonde est dotée d'une coiffure complexe faite d'un enchevêtrement de tresses, de cordons de perles, de barrettes et de rubans.
Elle porte un collier constitué d'une chaine en or autour duquel s'enroule un serpent qui a longtemps été vu comme une vipère aspic. En réalité, la précision du dessin permet d'y voir plutôt une couleuvre verte et jaune, un serpent tout à fait inoffensif. La chevelure contient d'ailleurs des grenats ou carbuncles (en), symboles de prudence et justice, dont on disait alors qu'ils trouvaient leur origine de la tête des serpents.
À l'arrière-plan, est représenté un paysage avec un arbre mort et un gros nuage noir à gauche, ce dernier étant placé derrière le visage de la jeune femme, tandis que le paysage de droite est plus serein. Sur l'inscription en bas du tableau, il est écrit : « SIMONETTA IANUENSIS VESPUCCIA » (Simonetta Vespucci la Génoise). Elle est écrite en caractères romains et en trompe-l'œil, comme s'il s'agissait d'une inscription sur un tombeau antique.

## Analyse

### Analyse picturale
Une analyse scientifique complète du tableau a été effectuée par le centre de recherche et de restauration des musées de France. Plusieurs éléments déterminant sur l'histoire du tableau ont pu ainsi être établis. Il a ainsi été réalisé sur une planche de peuplier, l'essence la plus fréquemment utilisée en Italie à cette époque. Ce bois étant sensible aux vrillettes, le bois s'est fragilisé et deux fentes se sont créées. Le panneau a dû être aminci et parqueté, sans doute au moment où il appartenait à Frédéric Reiset, une inscription portant son nom ayant été retrouvée à l'arrière du tableau. Les marges ont été par ailleurs légèrement recoupées. La planche a été préparée par un gesso recouvert de blanc de plomb. 
La radiographie a permis de déterminer que le dessin du personnage est parfaitement délimité, sans aucune modification : il a sans doute été réalisé au préalable au dessin qui a ensuite été reporté sur le panneau à l'aide d'un calque. Une légère modification a été apportée sur l'une des nattes. D'autres détails ont été ajoutés dans un second temps : les perles et la chaine de la chevelure, de même que le serpent. Le paysage a lui aussi été peint en deux temps : d'abord le ciel, dont les nuages ont été légèrement modifiés, puis les architectures et les arbres, peints dessus. L'inscription a été prévue dès le début de la composition.
Une spectrométrie de fluorescence X et une analyse au microscope ont permis de déterminer les pigments utilisés par le peintre. Le ciel est fait d'azurite mélangé à du blanc et les nuages faits, selon les nuances, d'ocres, vermillon, jaune de plomb et d'étain. Le paysage est fait des mêmes pigments ajoutés à l'azurite. L'inscription contient du blanc de plomb et de l'ocre, souligné de laque rouge. La carnation est rendue par des rehaut de blanc de plomb, mêlé à l'ocre, auxquels sont ajoutés des ombres profondes faites de deux couches d'ocre vert au cuivre. Les lèvres sont colorées à la laque rouge, les bijoux sont faits de jaune de plomb et d'étain et le serpent composé d'ocres et de laque. Le tissu est composé d'une base de laque rouge et de blanc de plomb mélangé donnant une couleur saumon sur laquelle sont appliquées des rayures vertes, rouges et blanches.

### Le portrait d'une femme célèbre en son temps
Vasari assimile la femme à Cléopâtre et cette interprétation du tableau a longtemps prévalu. Cependant, contrairement à l'iconographie habituelle de la reine d'Égypte, le serpent ne mord pas le sein de la femme. Par ailleurs, cette représentation ne remonte qu'au XVIe siècle, alors qu'aux siècles précédents, en Italie, Cléopâtre n'est que le symbole de la cruauté et de la luxure, selon l'opinion propagée par les auteurs antiques et par Boccace. L'historien de l'art italien Eugenio Battisti y a vu pour sa part une représentation de Proserpine, reine des enfers. 
Vasari ne signale pas l'inscription, ce qui a longtemps fait penser qu'elle était postérieure, de la fin du XVIe siècle. Cela a donc fait douter de la réalité du portrait de la jeune femme. L'analyse radiographique du tableau a pourtant montré depuis qu'elle était bien d'origine. Simonetta Vespucci, bien que Génoise d'origine, était célèbre à Florence pour sa beauté. Simonetta Cattaneo est née en 1453 à Gênes et s'installe en 1469 à Florence à la suite de son mariage avec Marco Vespucci, le fils de Piero Vespucci, un ami proche du maître de la ville, Laurent de Médicis. Si son mariage était politique, scellant la nouvelle alliance entre la république de Gênes et les Médicis, Simonetta a surtout marqué la ville de Florence pour sa beauté. Au cours d'un tournoi qui se déroule le 29 janvier 1475, elle subjugue le frère de Laurent, Julien de Médicis qui entame une relation platonique avec Simonetta. Cependant, elle meurt peu de temps après de la tuberculose le 26 avril 1476. Malgré son passage furtif dans la ville, elle est évoquée dans de nombreux poèmes écrits en son honneur. De son vivant, elle est chantée par Ange Politien et elle se trouve peut-être représentée sous les traits d'une Vierge de miséricorde dans une fresque peinte par Domenico Ghirlandaio dans la chapelle des Vespucci située dans l'église Ognissanti en 1472. Après sa mort, c'est Laurent de Médicis lui-même qui écrit des sonnets en son souvenir, de même que Luigi et Bernardo Pulci. Son portrait posthume est réalisé par de nombreux peintres : deux d'entre eux sont de la main de Sandro Botticelli.
Outre l'inscription, un symbole rappelle l'identité de la jeune femme : sa coiffure, faite d'un filet de cordelettes décorées de perles et d'un rubis à l'arrière de sa tête était une coiffure typique des jeunes mariées et appelée vespaio, pour sa ressemblance avec un nid de guêpes. Il pourrait s'agir d'un jeu de mots avec le surnom de son mari, vespa, la guêpe. 

### Un portrait idéalisé
Le peintre a multiplié les symboles qui rendent la jeune femme irréelle. Sa coiffure tout d'abord n'a aucun rapport avec la mode de l'époque. La profusion de perles sont le symbole de la pureté de la Vierge, et rend ainsi Simonetta intemporelle. La représentation du serpent rappelle la mort de la jeune femme, mais il peut aussi être interprété comme une allusion à l'Ouroboros. Cette représentation traditionnelle du serpent qui se mord la queue est le symbole de l'éternel retour de la nature. Le paysage en arrière-plan, semble rappeler la même symbolique d'un temps cyclique : le nuage noir et l'arbre mort à gauche, des arbres en pleine vigueur et le ciel apaisé à droite. 
Une des hypothèses est d'y voir le portrait idéalisé d'une femme, une image de la beauté parfaite. Le serpent sur le point de se mordre la queue est le symbole néoplatonicien de la mort par laquelle il faut passer pour atteindre cette beauté.